# Estación de ferrocarril de Islamabad
La Estación de Islamabad (en urdu: اسلام آباد ریلوے اسٹیشن‎), anteriormente conocida como Margalla, es una estación de ferrocarril de Islamabad, la capital de Pakistán.

## Historia
La estación se estableció en 1979 y se inició un servicio de transporte ferroviario entre Islamabad y Rawalpindi. El transbordador fue suspendido dentro de un año debido a pérdidas financieras y la estación cerró. En 1988 se iniciaron los servicios de trenes de carga desde esta estación de ferrocarril. En mayo de 2009, la estación fue reabierta y renombrada como estación de Islamabad. El 15 de mayo de 2015, un nuevo tren expreso llamado Green Line Express.

## Imagen

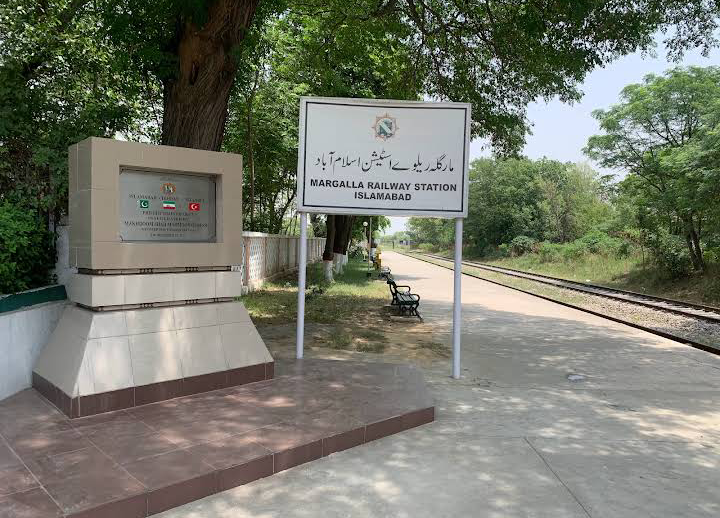
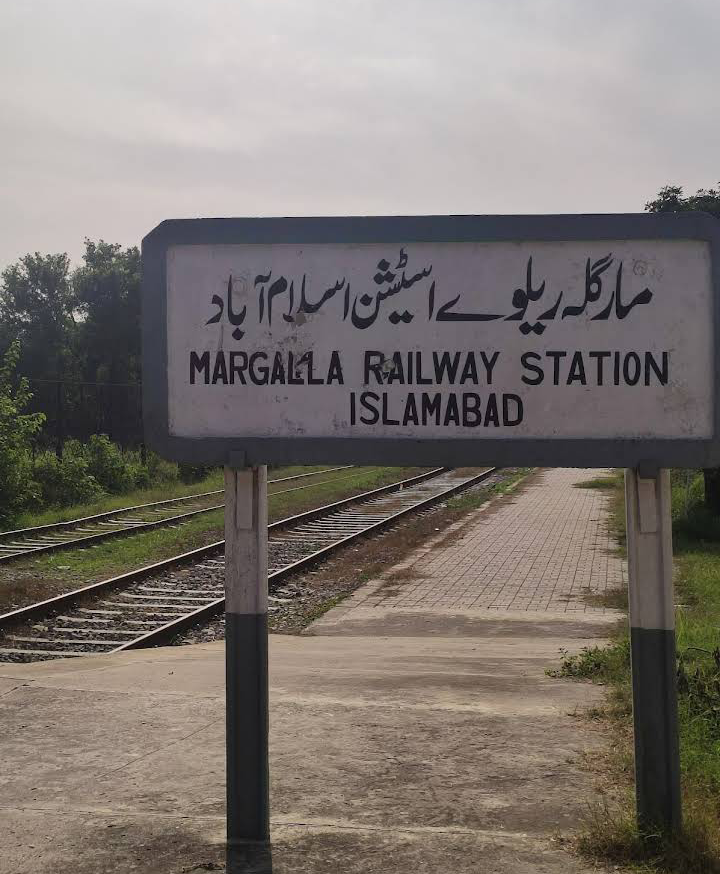
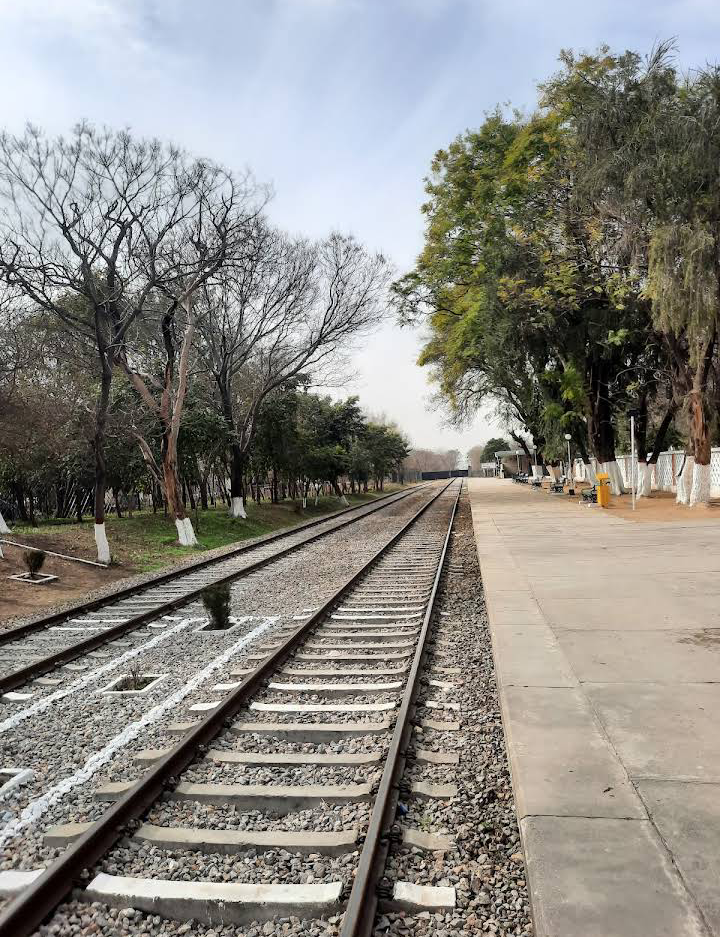
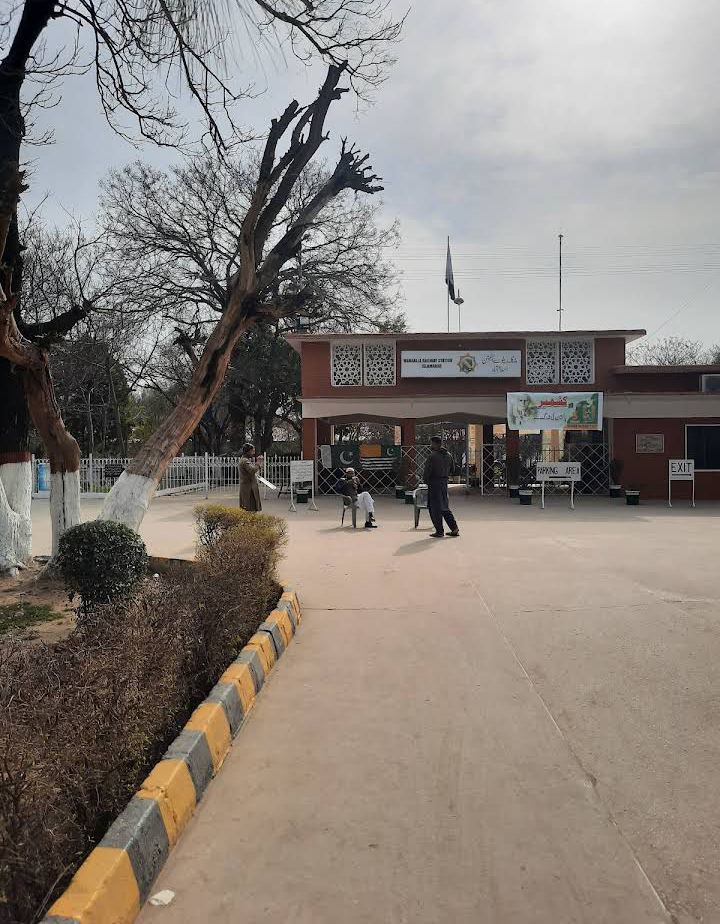
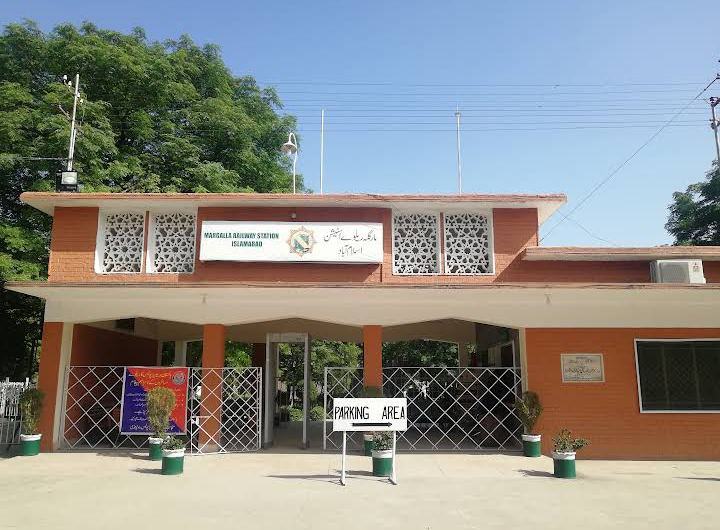
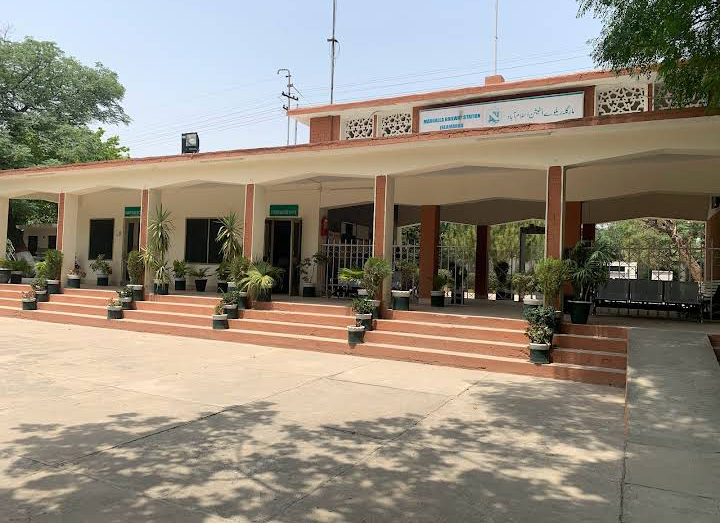
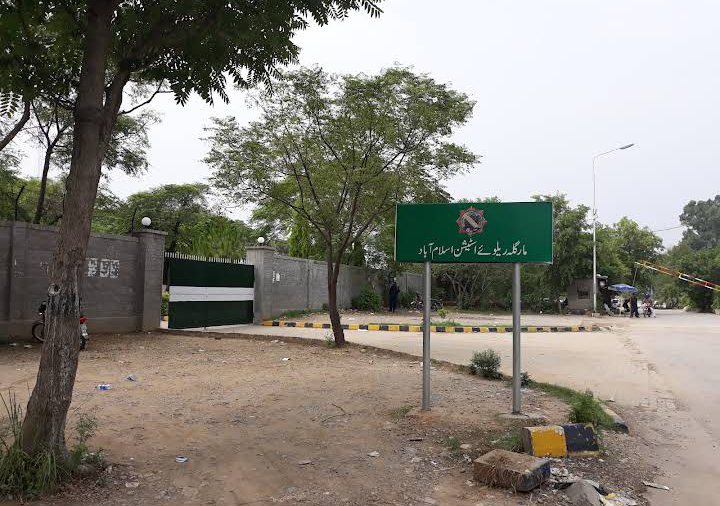
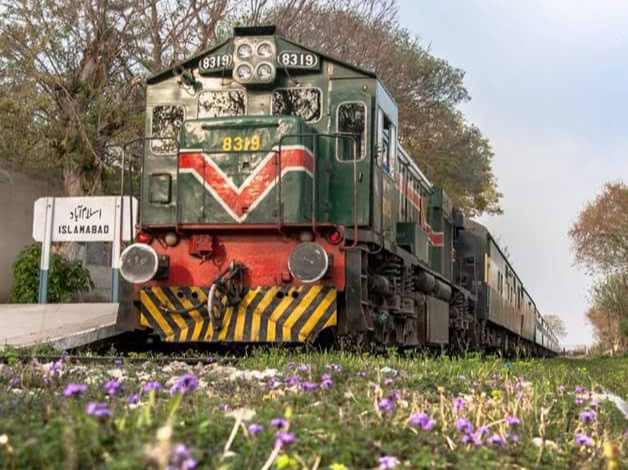